# Paramachaerodus
Paramachairodus — вимерлий рід шаблезубих кішок підродини Machairodontinae, який був ендеміком Європи та Азії протягом пізнього міоцену від 15 до 9 млн років.
Парамахайрод — одна з найстаріших відомих справжніх шаблезубих кішок. Багато скам'янілостей було виявлено в Серро-де-лос-Батальонес, місцевості скам'янілостей пізнього міоцену поблизу Мадрида, Іспанія. Відомий один вид розміром з пантеру плямисту, Paramachairodus orientalis з турольського періоду. Другий вид, Paramachairodus maximiliani, вважався синонімом Paramachairodus orientalis деякими авторами, але в останньому систематичному перегляді вважався дійсним видом. Цей перегляд, заснований на широкому морфологічному аналізі, також визначив, що вид P. ogygia демонструє менш похідні ознаки шаблезубих, ніж інші види Paramachairodus, і його слід віднести до окремого роду Promegantereon. Третій вид, Paramachairodus transasiaticus, нещодавно був описаний на основі аналізу нового викопного матеріалу з місць пізнього міоцену Хечжен, провінція Ганьсу, Китай, і Хаджидімово, Болгарія. Ці екземпляри мали шаблезубі характеристики, проміжні між характеристиками P. ogygia та P. orientalis та P. maximiliani.
Тварини були приблизно 58 сантиметрів висоти в плечі, схожі на пантеру плямисту, але з більш еластичним тілом. Форма його кінцівок свідчить про те, що він міг бути спритним альпіністом і міг полювати на відносно велику здобич.